# Wahlen im Kanton Graubünden 2022
Bei den Wahlen im Kanton Graubünden wurden am 15. Mai 2022 die 120 Mitglieder des Grossen Rates (Parlament) und die fünf Mitglieder des Regierungsrats (Regierung) neu gewählt. Ein allfälliger zweiter Wahlgang für die Regierungsratswahlen hätte am 12. Juni 2022 stattgefunden.

## Wahlverfahren

### Grosser Rat
Der Kanton Graubünden wählte bis zuletzt sein Kantonsparlament nach dem Majorzwahlrecht. Zwischen 1937 und 2013 wurde insgesamt acht Mal der Übergang zu einem Proporzwahlsystem an der Urne verworfen. Das Bundesgericht stellte im August 2019 jedoch fest, dass aufgrund der hohen Anzahl an zu vergebenden Sitzen in den sechs grössten Wahlkreisen das Majorzverfahren dort die Erfolgswertgleichheit verletze. In den kleineren Wahlkreisen sei der Majorz jedoch zulässig.
Die drei grössten Fraktionen (FDP, CVP, BDP) und die Mehrheit der Gemeinden schlugen daher eine Lösung vor, bei der vier der grösseren Wahlkreise aufgeteilt werden sollten, während die zwei grössten Wahlkreise künftig isoliert nach Proporz wählen sollten (vgl. Landrat Uri). Die Gemeinden in den aufzuteilenden Wahlkreisen und die SP- und SVP-Fraktionen bevorzugten hingegen ein reines Proporzsystem. Nach dem Einlenken der FDP- und BDP-Fraktionen wurde die Einführung des Doppelproporzes beschlossen. Die Stimmbevölkerung bestätigte am 13. Juni 2021 mit einem Ja-Anteil von 78,9 % die Wahlrechtsänderung.
Mit dem neuen Wahlrecht bleiben die 39 bisherigen Wahlkreise bestehen. Parteien oder Gruppierungen können in allen oder auch in einzelnen Wahlkreisen jeweils Listen einreichen. Gleichnamige Listen in den verschiedenen Wahlkreisen bilden eine Listengruppe. Bei der Methode des Doppeltproportionalen Zuteilungsverfahrens («Doppelter Pukelsheim») erhalten die Listengruppen zunächst auf gesamtkantonaler Ebene Sitze entsprechend ihrem Wähleranteil (Oberzuteilung). Die gewonnenen Sitze werden dann so auf die Wahlkreislisten verteilt, dass die Sitzverteilung möglichst auch den Wahlkreisstimmenanteil abbildet (Unterzuteilung). Die Majorzbedingung sieht vor, dass die stimmenstärkste Liste in jedem Wahlkreis immer mindestens ein Mandat erhält, sofern keine Überhangmandate entstehen. Die Sperrklausel schliesst Listengruppen mit einem gesamtkantonalen Wähleranteil von unter 3 % von der Sitzverteilung aus.

### Regierungsrat
Der Regierungsrat umfasst fünf Sitze, die nach dem Majorzwahlrecht vergeben werden. Im ersten Wahlgang ist gewählt, wer das absolute Mehr erreicht. Sollten nicht alle Sitze im ersten Wahlgang besetzt werden, findet ein zweiter Wahlgang statt. Hier genügt das einfache Mehr, es sind also die Kandidaten mit den meisten Stimmen gewählt.
Wählbar sind Schweizer Staatsangehörige ab 18 Jahren mit Wohnsitz im Kanton Graubünden. Die Amtszeitbegrenzung sieht vor, dass Regierungsräte höchstens zweimal wiedergewählt werden können.

## Kandidaturen

### Grosser Rat
Da die Parteien aufgrund des neuen Wahlsystems Interesse daran haben, in möglichst allen Wahlkreisen anzutreten, wurde eine Rekordzahl an Kandidaturen eingereicht. Für die Grossratswahl wurden fünf Listengruppen gemeldet mit insgesamt 167 Wahlkreislisten und 491 Kandidierenden (336 Männer, 154 Frauen, 1 divers).
Folgende fünf Listengruppen wurden gemeldet (in Klammern die Kurzbezeichnung):
- Die Mitte Graubünden (Mitte GR)
- FDP.Die Liberalen (FDP)
- SP & Grüne (SP & Grüne)
- SVP Graubünden (SVP)
- Grünliberale Partei (GLP)

### Regierungsrat
Die bisherigen Regierungsräte Marcus Caduff (Mitte), Peter Peyer (SP) und Jon Domenic Parolini (Mitte) traten für eine weitere Amtsperiode an. Christian Rathgeb (FDP) und Mario Cavigelli (Mitte) verzichteten auf eine erneute Kandidatur. Als Ersatz nominierte die FDP Martin Bühler und Die Mitte Carmelia Maissen. Die seit 2008 im Regierungsrat nicht vertretene SVP nominierte Roman Hug. Zudem kündigte der ehemalige Gemeinderat Hans Vetsch (parteilos) seine Kandidatur an. Somit bewarben sich sieben Kandidierende um die fünf Sitze.

## Umfragen
Gemäss einer Umfrage von Sotomo im Auftrag von Somedia und RTR einen Monat vor der Wahl (1888 Befragte) führten die bisherigen Regierungsräte Marcus Caduff (Mitte) und Peter Peyer (SP) das Feld an. Die FDP hätte mit Martin Bühler ihren Sitz neu besetzen können. Ebenfalls gewählt gewesen wären Carmelia Maissen (Mitte) und Roman Hug (SVP). Hingegen wäre Erziehungs- und Kulturdirektor Jon Domenic Parolini (Mitte) nach zwei Amtsperioden abgewählt worden, wodurch Die Mitte einen Sitz an die SVP hätte abgeben müssen. Die Abstände lagen jedoch innerhalb des Fehlerbereichs von 2,6 Prozentpunkten.
| Institut | Datum             | Mitte | SVP  | SP/Grüne | FDP  | GLP |
| -------- | ----------------- | ----- | ---- | -------- | ---- | --- |
| Sotomo   | 28.03.–04.04.2022 | 26 %  | 26 % | 22 %     | 17 % | 9 % |

| Institut | Datum             | Caduff | Peyer | Bühler | Maissen | Hug  | Parolini | Sonstige |
| -------- | ----------------- | ------ | ----- | ------ | ------- | ---- | -------- | -------- |
| Sotomo   | 28.03.–04.04.2022 | 50 %   | 47 %  | 44 %   | 42 %    | 40 % | 39 %     | 9 %      |

## Ergebnisse der Grossratswahlen

- Grüne: 2
- SP: 25
- GLP: 7
- Mitte: 34
- FDP: 27
- SVP: 25

|  | Partei                               | Wähler | Prozent | Sitze (+/−) | Sitze (+/−) |
|  | ------------------------------------ | ------ | ------- | ----------- | ----------- |
|  | Die Mitte                            | 14'468 | 27,98 % | 34          | −19         |
|  | Sozialdemokratische Partei und Grüne | 11'761 | 22,74 % | 27 1        | +9          |
|  | FDP.Die Liberalen                    | 11'391 | 22,03 % | 27          | −9          |
|  | Schweizerische Volkspartei           | 10'933 | 21,14 % | 25          | +16         |
|  | Grünliberale Partei                  | 3'160  | 6,11 %  | 7           | +4          |

### Ergebnisse nach Wahlkreisen
| Wahlkreis       | Sitze   | Mitte  | Mitte | Mitte | SP/Grüne | SP/Grüne | SP/Grüne | FDP    | FDP | FDP | SVP    | SVP | SVP | GLP    | GLP | GLP |
| --------------- | ------- | ------ | ----- | ----- | -------- | -------- | -------- | ------ | --- | --- | ------ | --- | --- | ------ | --- | --- |
| Alvaschein      | 2       | 55,9 % | 2     | ±0    | 11,9 %   | 0        | ±0       | 16,2 % | 0   | ±0  | 09,8 % | 0   | ±0  | 06,2 % | 0   | ±0  |
| Avers           | 1       | 08,6 % | 0     | −1    | –        | –        | –        | 88,9 % | 1   | +1  | 02,5 % | 0   | ±0  | –      | –   | –   |
| Belfort         | 1       | 54,5 % | 1     | ±0    | 25,7 %   | 0        | ±0       | –      | –   | –   | 19,9 % | 0   | ±0  | –      | –   | –   |
| Bergell         | 1       | 27,4 % | 0     | ±0    | 14,0 %   | 0        | ±0       | 48,4 % | 1   | ±0  | 10,2 % | 0   | ±0  | –      | –   | –   |
| Bergün          | 1       | 21,7 % | 0     | ±0    | 28,3 %   | 0        | ±0       | 39,0 % | 1   | ±0  | 11,0 % | 0   | ±0  | –      | –   | –   |
| Breil/Brigels   | 1       | 57,8 % | 1     | ±0    | 24,5 %   | 0        | ±0       | –      | –   | –   | 17,7 % | 0   | ±0  | –      | –   | –   |
| Brusio          | 1       | 08,6 % | 0     | ±0    | 15,8 %   | 0        | ±0       | 22,5 % | 0   | ±0  | 53,2 % | 1   | ±0  | –      | –   | –   |
| Calanca         | 1       | 43,1 % | 1     | ±0    | 10,5 %   | 0        | ±0       | 32,6 % | 0   | ±0  | 13,7 % | 0   | ±0  | –      | –   | –   |
| Chur            | 21 (+1) | 18,1 % | 3     | −2    | 36,5 %   | 8        | ±0       | 18,3 % | 4   | −1  | 17,3 % | 3   | +3  | 09,8 % | 3   | +1  |
| Churwalden      | 1       | 31,6 % | 1     | +1    | 27,7 %   | 0        | ±0       | 16,9 % | 0   | −1  | 18,9 % | 0   | ±0  | 04,9 % | 0   | ±0  |
| Davos           | 6       | 10,0 % | 1     | +1    | 31,1 %   | 2        | +1       | 28,3 % | 1   | −2  | 20,2 % | 1   | ±0  | 10,4 % | 1   | ±0  |
| Disentis        | 4       | 72,9 % | 3     | −1    | 13,0 %   | 1        | +1       | 03,2 % | 0   | ±0  | 10,9 % | 0   | ±0  | –      | –   | –   |
| Domleschg       | 3       | 14,9 % | 0     | −1    | 27,6 %   | 1        | ±0       | 20,2 % | 1   | ±0  | 27,4 % | 1   | +1  | 09,9 % | 0   | ±0  |
| Fünf Dörfer     | 11 (−1) | 24,1 % | 2     | −2    | 22,7 %   | 3        | ±0       | 13,6 % | 1   | −1  | 31,8 % | 4   | +1  | 07,8 % | 1   | +1  |
| Ilanz           | 6       | 46,0 % | 3     | −2    | 19,5 %   | 1        | +1       | 13,7 % | 1   | ±0  | 17,4 % | 1   | +1  | 03,4 % | 0   | ±0  |
| Jenaz           | 1       | 24,5 % | 0     | −1    | 09,1 %   | 0        | ±0       | 25,7 % | 1   | +1  | 25,6 % | 0   | ±0  | 15,1 % | 0   | ±0  |
| Klosters        | 3       | 24,0 % | 1     | ±0    | 13,3 %   | 0        | −1       | 22,6 % | 1   | +1  | 27,8 % | 1   | ±0  | 12,3 % | 0   | ±0  |
| Küblis          | 1       | 14,8 % | 0     | ±0    | 19,7 %   | 0        | ±0       | 16,2 % | 0   | ±0  | 49,3 % | 1   | ±0  | –      | –   | –   |
| Lumnezia/Lugnez | 2       | 56,8 % | 1     | −1    | 12,1 %   | 0        | ±0       | 10,1 % | 0   | ±0  | 20,9 % | 1   | +1  | –      | –   | –   |
| Luzein          | 1       | 20,3 % | 0     | ±0    | 21,4 %   | 0        | ±0       | 43,8 % | 1   | ±0  | 14,5 % | 0   | ±0  | –      | –   | –   |
| Maienfeld       | 5 (+1)  | 13,8 % | 1     | ±0    | 24,4 %   | 1        | +1       | 28,7 % | 1   | −1  | 25,5 % | 1   | ±0  | 07,6 % | 1   | +1  |
| Mesocco         | 1 (−1)  | 41,4 % | 1     | ±0    | 15,3 %   | 0        | ±0       | 36,6 % | 0   | −1  | 06,7 % | 0   | ±0  | –      | –   | –   |
| Oberengadin     | 8       | 16,8 % | 1     | −1    | 18,2 %   | 2        | +1       | 28,1 % | 2   | −2  | 22,5 % | 2   | +1  | 14,4 % | 1   | +1  |
| Poschiavo       | 2       | 23,3 % | 0     | −1    | 14,7 %   | 0        | ±0       | 34,4 % | 1   | ±0  | 23,7 % | 1   | +1  | 04,0 % | 0   | ±0  |
| Ramosch         | 1       | 16,6 % | 0     | ±0    | 17,8 %   | 0        | ±0       | 39,4 % | 1   | ±0  | 26,2 % | 0   | ±0  | –      | –   | –   |
| Rhäzüns         | 7       | 35,1 % | 3     | −3    | 25,3 %   | 2        | +1       | 16,9 % | 1   | +1  | 18,7 % | 1   | +1  | 04,0 % | 0   | ±0  |
| Rheinwald       | 1       | 29,5 % | 0     | ±0    | 31,8 %   | 1        | +1       | 31,8 % | 0   | −1  | 06,9 % | 0   | ±0  | –      | –   | –   |
| Roveredo        | 3       | 24,8 % | 1     | +1    | 22,1 %   | 1        | ±0       | 43,6 % | 1   | ±0  | 09,5 % | 0   | ±0  | –      | –   | –   |
| Safien          | 1       | 49,5 % | 1     | ±0    | 09,6 %   | 0        | ±0       | –      | –   | –   | 40,8 % | 0   | ±0  | –      | –   | –   |
| Schams          | 1       | 38,9 % | 1     | ±0    | 18,9 %   | 0        | ±0       | 34,7 % | 0   | ±0  | 07,5 % | 0   | ±0  | –      | –   | –   |
| Schanfigg       | 2       | 06,6 % | 0     | ±0    | 13,7 %   | 0        | ±0       | 44,2 % | 1   | −1  | 35,6 % | 1   | +1  | –      | –   | –   |
| Schiers         | 3       | 20,2 % | 0     | −1    | 15,7 %   | 1        | +1       | 24,8 % | 1   | −1  | 31,6 % | 1   | +1  | 07,8 % | 0   | ±0  |
| Seewis          | 1       | 28,9 % | 1     | ±0    | 07,4 %   | 0        | ±0       | 28,2 % | 0   | ±0  | 26,7 % | 0   | ±0  | 08,8 % | 0   | ±0  |
| Suot Tasna      | 3       | 41,4 % | 1     | −1    | 19,9 %   | 1        | +1       | 16,7 % | 0   | −1  | 22,0 % | 1   | +1  | –      | –   | –   |
| Sur Tasna       | 1       | 20,1 % | 0     | −1    | 36,0 %   | 0        | ±0       | –      | –   | –   | 43,9 % | 1   | +1  | –      | –   | –   |
| Surses          | 1       | 37,7 % | 0     | ±0    | 15,9 %   | 0        | ±0       | 39,1 % | 1   | ±0  | 07,3 % | 0   | ±0  | –      | –   | –   |
| Thusis          | 4       | 26,2 % | 1     | −2    | 19,8 %   | 1        | +1       | 15,4 % | 1   | ±0  | 28,2 % | 1   | +1  | 10,3 % | 0   | ±0  |
| Trins           | 5       | 24,1 % | 1     | −1    | 25,2 %   | 1        | ±0       | 30,9 % | 2   | ±0  | 16,6 % | 1   | +1  | 03,2 % | 0   | ±0  |
| Val Müstair     | 1       | 62,1 % | 1     | ±0    | –        | –        | –        | 07,1 % | 0   | ±0  | 30,8 % | 0   | ±0  | –      | –   | –   |
| Graubünden      | 120     | 28,0 % | 35    | −19   | 22,7 %   | 27       | +9       | 22,0 % | 27  | −9  | 21,1 % | 25  | +16 | 6,1 %  | 7   | +4  |

## Ergebnisse der Regierungsratswahlen
|                | Kandidat                      | Partei         | Stimmen | % 1    | Ergebnis |
| -------------- | ----------------------------- | -------------- | ------- | ------ | -------- |
|                | Marcus Caduff (bisher)        | Mitte          | 29'991  | 54,2 % | gewählt  |
|                | Martin Bühler                 | FDP            | 28'649  | 51,8 % | gewählt  |
|                | Peter Peyer (bisher)          | SP             | 26'063  | 47,1 % | gewählt  |
|                | Carmelia Maissen              | Mitte          | 25'145  | 45,4 % | gewählt  |
|                | Jon Domenic Parolini (bisher) | Mitte          | 25'037  | 45,2 % | gewählt  |
|                | Roman Hug                     | SVP            | 18'926  | 34,2 % |          |
| Absolutes Mehr | Absolutes Mehr                | Absolutes Mehr | 17'278  | 31,2 % |          |
|                | Hans Vetsch                   | parteilos      | 3'500   | 6,3 %  |          |